# Realm of the Titans
Realm of the Titans (китайское название 天翼決, упрощенное написание 天翼决, пиньинь Tiānyìjué) — китайская компьютерная игра в жанре Action RTS, разработанная Ningbo Shengguang Tianyi для PC. Разработка игры была вдохновлена популярной картой для Warcraft III — Defense of the Ancients.

## История создания
Разработка игры началась в 2008 году, вскоре после того, как CEO Qian Wenhai и главный дизайнер Zhou Weifeng вернулись в Китай после обучения в Мельбурне. В университете они оба увлекались игрой в DotA и даже прошли квалификацию на крупный турнир в Сингапуре. Они оценили потенциал игры в этом жанре и решили, что разработка самостоятельной игры будет коммерчески успешной. RotT — первая игра от разработчика Ningbo Shengguang Tianyi, являющегося частью крупной компании Ningbo Shengguang Industries, которая принадлежит отцу Qian.

## Разработка
Команда разработчиков имела опыт работы в написании кода для игр, но никогда не осуществляла разработку проекта от начала до конца. Разработка игры прошла в Шанхае при поддержке игрового комьюнити. Главный сервер игры был открыт для общественности 30 октября 2010 года, через 2 года после начала разработки. Альфа-тестирование началось в Северной Америке 7 апреля 2011 года.
Realm of the Titans использует движок BigWorld, который изначально был разработан для MMORPG.

## Игровой процесс
Игровой процесс схож с DotA, где две команды сражаются друг с другом на трёх линиях, которые соединяют их базы, с целью уничтожения главного здания противника. Герои под управлением игроков так же добывают золото, получают опыт, изучают умения, только разработчики добавили несколько нововведений. Во-первых, у каждого героя появилось пятое умение в добавление к общепринятым четырём, которое улучшается автоматически по мере игры. Во-вторых, в игру добавили четырёх боссов — больших и уникальных NPC в четырёх углах карты. Если убить босса на вражеской стороне, то через некоторое время этот босс появляется на центральной линии и начинает движение по направлению к вражеской базе.
По состоянию на 14 апреля 2011 года в китайской версии игры 54 разных героя.
Выбор противников в игре происходит исходя из среднего рейтинга игроков в команде. Рейтинг определяется из соотношения побед к поражению и личного вклада в этот результат. Также система подбора позволяет найти достойных соперников неполным командам, в этом случае образуется полная команда, состоящая из двух групп (4+1 или 3+2).

## Отзывы
Realm of the Titans была положительно принята в Китае. Игру похвалили за хороший баланс, реиграбельность и интересные нововведения. На данный момент игра ещё не получила никаких оценок в западных изданиях.